# Alpine County
Alpine County ist das County im Bundesstaat Kalifornien der Vereinigten Staaten mit der geringsten Einwohnerzahl. In Alpine County liegen Teile der Sierra Nevada. Der Verwaltungssitz (County Seat) ist Markleeville.

## Geschichte
Das County wurde 1864 aus den Countys Amador, El Dorado, Calaveras, Tuolumne und Mono gebildet.
In den späten 1970er Jahren erregte das County Aufmerksamkeit, als rechtsextreme Mitglieder der Posse Comitatus erfolglos versuchten, die Macht im County zu übernehmen.
Zwei Bauwerke des Countys sind im National Register of Historic Places eingetragen.

## Demografische Daten

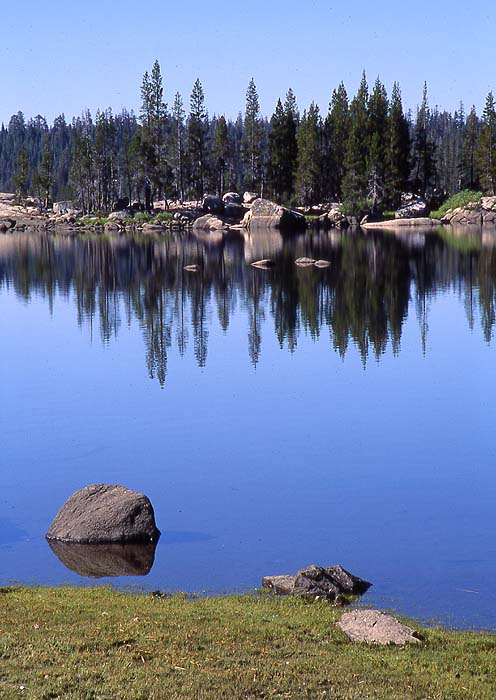
Der Lake Alpine

Nach der Volkszählung im Jahr 2000 lebten in Alpine County 1208 Menschen. Es gab 483 Haushalte und 295 Familien. Die Bevölkerungsdichte betrug 1 Einwohner pro Quadratkilometer. Ethnisch betrachtet setzte sich die Bevölkerung zusammen aus 73,68 % Weißen, 0,58 % Afroamerikanern, 18,87 % amerikanischen Ureinwohnern, 0,33 % Asiaten, 0,08 % Bewohnern aus dem pazifischen Inselraum und 1,41 % aus anderen ethnischen Gruppen; 5,05 % stammten von zwei oder mehr ethnischen Gruppen ab. 7,78 % der Bevölkerung waren spanischer oder lateinamerikanischer Abstammung.
Von den 483 Haushalten hatten 25,50 % Kinder und Jugendliche unter 18 Jahre, die bei ihnen lebten. 43,90 % waren verheiratete, zusammenlebende Paare, 11,00 % waren allein erziehende Mütter. 38,90 % waren keine Familien. 27,70 % waren Singlehaushalte und in 5,40 % lebten Menschen im Alter von 65 Jahren oder darüber. Die Durchschnittshaushaltsgröße betrug 2,50 und die durchschnittliche Familiengröße lag bei 2,96 Personen.
Auf das gesamte County bezogen setzte sich die Bevölkerung zusammen aus 22,80 % Einwohnern unter 18 Jahren, 10,40 % zwischen 18 und 24 Jahren, 27,50 % zwischen 25 und 44 Jahren, 29,30 % zwischen 45 und 64 Jahren und 9,90 % waren 65 Jahre alt oder darüber. Das Durchschnittsalter betrug 39 Jahre. Auf 100 weibliche Personen kamen 110,80 männliche Personen, auf 100 Frauen im Alter ab 18 Jahren kamen statistisch 117,20 Männer.
Das jährliche Durchschnittseinkommen eines Haushalts betrug 41.875 USD, das Durchschnittseinkommen der Familien betrug 50.250 USD. Männer hatten ein Durchschnittseinkommen von 36.544 USD, Frauen 25.800 USD. Das Prokopfeinkommen betrug 24.431 USD. 19,50 % Prozent der Bevölkerung und 12,00 % der Familien lebten unterhalb der Armutsgrenze. 27,40 % davon waren unter 18 Jahre und 10,10 % waren 65 Jahre oder älter.

## Orte im County

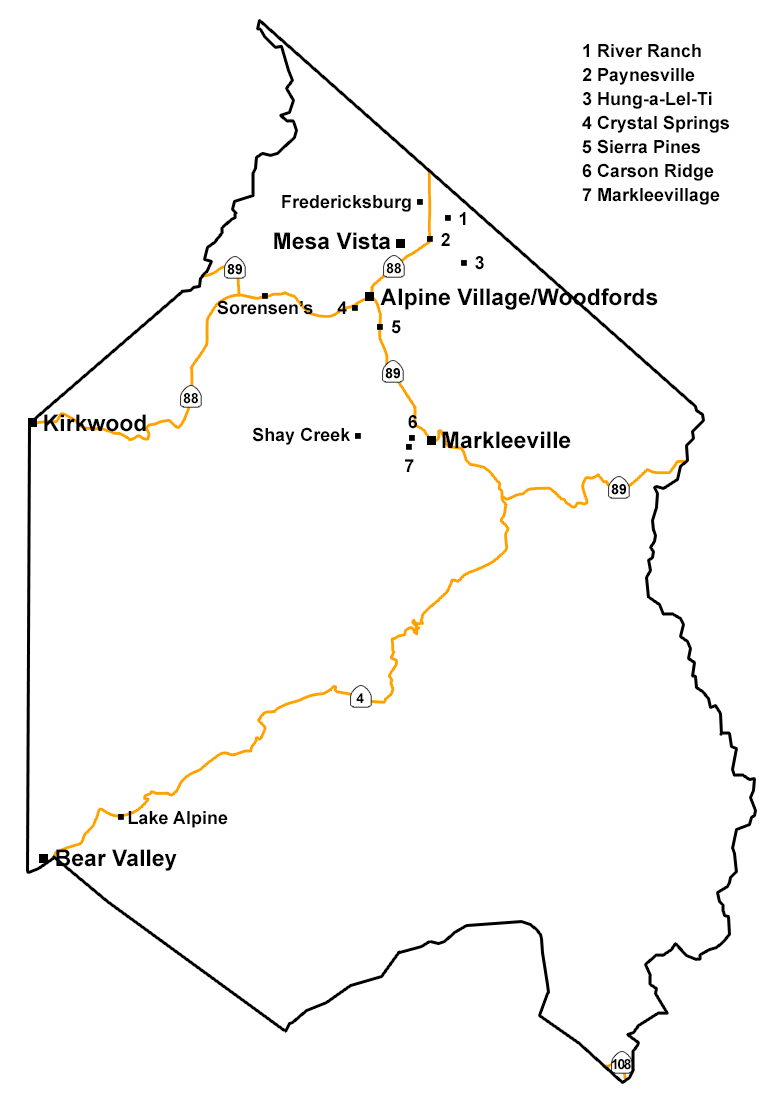
Orte im Alpine County

### Census-designated places
- Alpine Village
- Bear Valley
- Kirkwood‡
- Markleeville (County Seat)
- Mesa Vista

‡ Dieser Ort liegt teilweise in einem benachbarten County